# Pinkerton (album)
Pour les articles homonymes, voir Pinkerton.
Albums de Weezer
Weezer (alias The Blue Album)
(1994) Weezer (alias The Green Album)
(2001)
Pinkerton est le deuxième album du groupe de rock américain Weezer. Il est paru le 24 septembre 1996 sur le label  Geffen. Le chanteur et guitariste Rivers Cuomo a composé toutes les chansons de l'album.
Pinkerton est nommé d'après le personnage B.F. Pinkerton de l'opéra Madama Butterfly de Puccini, présenté pour la première fois en 1904. Ce disque de Weezer est plus ou moins un album concept, s'inspirant librement de l'œuvre de Puccini.
En 2016, Pinkerton est certifié disque de platine.

## Autour de l'album
Pinkerton aurait influencé plusieurs groupes d'inspiration emo à la fin des années 1990, comme The Get Up Kids, et ceux qui ont suivi la vague screamo de la décennie 2000. Pourtant, le deuxième disque de Weezer n'a rien en commun avec le style développé par les pionniers de ce courant dans les années 1980, si ce n'est que Pinkerton est un album très intime, émotionnel, dont les thèmes récurrents sont l'amour perdu, la distance, l'isolement et la frustration sexuelle, écrit du point de vue du narrateur. Bien que la limite entre la fabulation et la réalité soit difficile à tracer comme dans la majorité des œuvres écrites à la première personne, il est plausible de penser que certains titres de Pinkerton ont été inspirés des expériences vécues et des sentiments éprouvés par Rivers Cuomo.
Le chanteur a renié Pinkerton durant les années suivant sa parution, ce qui à l'époque a déçu certains fans du groupe. 
En effet, Rivers Cuomo a qualifié Pinkerton d'album « hideux » et d' « erreur douloureuse s'étant produite devant des centaines de milliers de personnes ». Il ajouta également : « C’est comme se saouler à une fête et vider son sac devant tout le monde en se sentant incroyablement formidable, puis se réveiller le lendemain matin et réaliser à quel point vous êtes complètement idiot. ». Ironiquement, les dernières paroles de l'album sont : « I'm sorry » (« Je suis désolé »), répétées trois fois par Cuomo.
Après cinq ans d'absence, le groupe Weezer est donc revenu avec un album très différent de Pinkerton, Weezer (aussi popularisé sous le titre non officiel de Green Album) au printemps 2001, comprenant des chansons avec des paroles beaucoup moins personnelles.
Toutefois en 2008, Cuomo déclara au magazine Pitchfork que Pinkerton était un album « génial, très profond, courageux et authentique. ».